# The Best of Edgar Winter
The Best of Edgar Winter è il diciottesimo album di Edgar Winter, si tratta di una raccolta pubblicata nel maggio del 2002 dalla Sony Legacy.
Contiene la versione ridotta (rispetto a quella presente nell'album "Entrance") in studio di "Tobacco Road".

## Tracce
1. Frankenstein – 4:45 (Edgar Winter) – Con "The Edgar Winter Group"
2. Give It Everything You Got – 4:31 (Edgar Winter) – Con "Edgar Winter's White Trash"
3. Dying to Live – 4:02 (Edgar Winter) – Con "Edgar Winter's White Trash"
4. Save the Planet – 5:39 (Edgar Winter) – Con "Edgar Winter's White Trash"
5. Tobacco Road – 4:08 (John D. Loudermilk)
6. Turn on Your Love Light – 7:48 (Deadric Malone, Joseph Scott) – Con "Edgar Winter's White Trash"
7. Harlem Shuffle – 3:33 (Earl Nelson, Bob Relf) – Con Johnny Winter
8. Entrance – 3:32 (Edgar Winter, Johnny Winter)
9. Fire and Ice – 7:05 (Edgar Winter, Johnny Winter)
10. Fly Away – 3:01 (Edgar Winter) – Con "Edgar Winter's White Trash"
11. It's Your Life to Live – 5:31 (Edgar Winter) – Con "The Edgar Winter Group"
12. Rock and Roll Revival – 4:19 (Edgar Winter) – Con "The Edgar Winter Group"
13. We All Had a Real Good Time – 3:06 (Edgar Winter, Dan Hartman) – Con "The Edgar Winter Group"
14. Keep Playin' That Rock & Roll – 3:45 (Edgar Winter) – Con "Edgar Winter's White Trash"
15. Fire Ride – 3:07 (Dan Hartman) – Con "Edgar Winter Group"

## Musicisti
- Edgar Winter - voce, sassofono alto, pianoforte, celeste, clavinet, organo, tastiere, ARP synthesizer, timbales
- Rick Derringer - slide guitar, chitarra
- Johnny Winter - chitarra, accompagnamento vocale
- Ronnie Montrose - chitarra
- Floyd Radford - chitarra
- Jerry LaCroix - voce, sassofono tenore
- Dan Hartman - voce, chitarra, tastiere, basso
- Jon Smith - sassofono tenore
- Mike McLellan - tromba
- Ray Alonge - french horn
- Gene Orloff - archi
- Emanuel Green - strings
- Afred V. Brown - strings
- James Williams - basso
- Randy Jo Hobbs - basso
- George Sheck - basso
- Chuck Ruff - batteria, congas, accompagnamento vocale
- John Turner - batteria
- Tasha Thomas - accompagnamento vocale
- Janice Bell - accompagnamento vocale
- Carl Hull - accompagnamento vocale